# Boutlelis
Boutlelis è un comune dell'Algeria, situato nella provincia di Orano.